# Соседовичи
Соседовичи (укр. Сусідовичі, пол. Sąsiadowice) — село в Бисковичской сельской общине Самборского района Львовской области Украины.
Население по переписи 2001 года составляло 1291 человек. Почтовый индекс — 82053.